# ROKS Ahn Mu
Le ROKS Ahn Mu (SS-085) est un sous-marin de la marine de la république de Corée, le deuxième navire de la classe Dosan Ahn Changho (KSS-III).

## Conception
La classe Dosan Ahn Changho intègre le système de lancement vertical coréen. Chacun de ces navires pourra transporter jusqu’à dix missiles de croisière d’attaque terrestre de conception indigène « Chonryong » et des missiles balistiques lancés par sous-marin (SLBM) « Hyunmoo ». Ils deviennent ainsi les premiers sous-marins de la marine sud-coréenne à avoir ce type de capacité. Ils auront également de nombreuses autres améliorations par rapport à leurs prédécesseurs, et seront construits avec une plus grande proportion de technologies sud-coréennes, en particulier dans les derniers lots, qui comprendront des batteries lithium-ion Samsung SDI,. Conçus pour un déplacement de plus de 3800 tonnes en immersion (chiffre vérifié lors d’essais en mer) ce sont les plus grands sous-marins conventionnels jamais construits par la Corée du Sud. Les navires du lot 2 auront un déplacement encore augmenté d’environ 450 tonnes pour atteindre 4250 tonnes en immersion, selon l’Administration du programme d’acquisition de la défense.

## Carrière
La quille du Ahn Mu a été posée le 17 avril 2018 par Daewoo Shipbuilding & Marine Engineering Co. (DSME) à Geoje. Le navire a été lancé le 10 novembre 2020,.
Le navire a conduit des essais en mer pendant près de 900 jours avant sa livraison à la marine nationale de la république de Corée, qui est intervenue le 20 avril 2023. La cérémonie de livraison a eu lieu au chantier naval Okpo de DSME à Geoje.